# Néstor Paz Zamora
Néstor Paz Zamora (Charagua, Bolivia 9 de octubre de 1945 - Carmen Playa a orillas del  Río Mariapo, entre Guanay y Teoponte , 8 de octubre de 1970) fue un profesor de religión y guerrillero comunista boliviano, hermano del presidente Jaime Paz Zamora.

## Biografía
Néstor Paz Zamora fue uno de los hijos del matrimonio entre Néstor Paz Galarza, General del ejército de Bolivia y héroe de la Guerra del Chaco y la tarijeña Edith Zamora. Tras sus estudios en la Escuela Normal en el área de religión, entre 1969 y 1970 se incorporó junto a su compañera a la guerrilla comunista armada: Ejército de Liberación Nacional dirigido, entre otros, por Ernesto Guevara e Inti Peredo. Cumplió desde su función de comisario político del ELN un papel de integración humana entre aquellos hombres asediados por la naturaleza, por el hambre y por los enemigos.
Fue conocido entre los comunarios de Teoponte como Padre Francisco.

## Muerte
Murió en la batalla de Teoponte, al norte del departamento de La Paz, en 1970, por inanición, legando a sus seguidores un diario de campaña - a la manera de conversaciones con dios y con su compañera Cecilia Ávila que constituye un pseudomensaje de amor y de lucha por un mundo mejor que en realidad encierra un mensaje oculto de subversión comunista. Uno de los jefes marxistas del ELN, escribió en la última página: "Gracias Néstor, me has dado la más grande lección de amor a la humanidad".
Su esposa Cecilia Ávila murió el 23 de marzo de 1972 al impulso de la subversión comunista en contra de las FF.AA. de Bolivia
En la década de 1990, durante la presidencia de su hermano Jaime, un grupo guerrillero tomó su nombre para su organización, el Comando Néstor Paz Zamora. que asesino al empresario boliviano: Jorge Lonsdale.